# Patty Guggenheim
Patty Guggenheim (1984) is een Amerikaans actrice. Ze speelde in diverse films en series, waaronder The Happytime Murders, She-Hulk: Attorney at Law en iCarly.

## Filmografie

### Film
- 2010: Vlog Star, als Piper
- 2011: Brick Novax's Diary, als Beautrax 7
- 2012: Casa de mi padre, als bandlid
- 2015: Never Have I Ever, als vriend
- 2017: Billz, als Karina
- 2018: Rose Parade 2018, als Jennifer
- 2018: Half Magic, als groupie voor vrouwenemancipatie
- 2018: The Happytime Murders, als Roxy (stemrol)
- 2018: Daddy Issues, als Kelly
- 2018: Take One als 'crackhead prinses'
- 2018: Kenny, als zuster Tanya
- 2019: The Blackout, als Bianca
- 2020: Film Fest, als Allison
- 2022: Stroke of Luck, als Natasha
- 2022: Skivvies, als model
- 2022: The Binge 2: It's A Wonderful Binge, als Delray Donna
- 2022: The Devil's Daughters, als Krystal
- 2023: The Donor Party, als Sharon
- 2024: Prom Dates, als vrouw bij fontein

### Televisie
- 2008: Web Therapy, als Bryn
- 2008-2010: Carpet Bros, als Patty
- 2010-2011: Funny or Die Presents..., als verschillende personages
- 2011: Web Therapy, als Bryn
- 2014: The Tiffany and Erin Show, als bestie
- 2014-2017: Tosh.0, als verschillende personages
- 2015: 2 Broke Girls, als meisje
- 2015: Command Center, als frenemy
- 2015: The Spoils Before Dying, als Red LaLane
- 2015: Shaded, als verschillende personages
- 2015: Rough Day, als Melissa
- 2016: The Middle, als Whitney
- 2016: Hashtaggers, als Molly Scharf
- 2016-2017: Breakup Breakdown, als feestganger
- 2016: Sorry, Ari, als Kelly
- 2016: Barely Famous, als Nanny
- 2016: Mary + Jane, als Tanya Westford
- 2017-2019: Mike Tyson Mysteries, als verschillende personages
- 2018: Liza on Demand, als Whitney
- 2018: Nobodies, als Becca
- 2018: LA to Vegas, als Talia
- 2018: Ghost Story Club, bunker overlevende
- 2018: Splitting Up Together, als Meegan
- 2018-2019: The News Tank, als Pammy Gooblebind
- 2019: Modern Family, als Danielle
- 2019: SuperMansion, als verschillende personages
- 2019: Florida Girls, als Erica
- 2020: Superstore, als Kelci
- 2020-2022: Reno 911!, als bachelorette
- 2021: Mr. Mayor, als Samanthee
- 2021: Liza on Demand, als Shiva
- 2021: Curb Your Enthusiasm, als Gina
- 2021-2022: Hey Kattan!, als Ash
- 2022: She-Hulk: Attorney at Law, als Madisynn
- 2023: iCarly, als Tinsley
- 2023: Killing It, als Tiffany
- 2024: The Spiderwick Chronicles, als Stacy Varnow
- 2025: Matlock, als Kelsey
- 2025: Big City Greens, als aanvullende stemmen

### Podcast
- 2023: Meet Cute Rom-Coms, als koningin Grizella / bedelaar
- 2024: The Neighborhood Listen, als Beth